# Киевский украинский храм
Киевский украинский храм (укр. Київський український храм) — храм Церкви Иисуса Христа Святых последних дней в селе Софиевская Борщаговка в пригороде украинской столицы Киева. 134-й действующий храм Церкви Иисуса Христа Святых последних дней в мире, 11-й в Европе.
Сооружение храма должно было начаться в 1998 году, однако церковь столкнулась с трудностями в получении необходимого земельного участка площадью 3—4 гектара. Официальное начало строительных работ положил церковный деятель Пол Б. Пайпер 23 июня 2007 года. Главным архитектором проекта стал киевлянин Виктор Яценко (Віктор Яценко) в сотрудничестве с американцем Ханно Люшиным.
Фасад храма облицован светлым португальским гранитом. Шпиль святыни высотой 42 метра завершает позолоченная статуя ангела Морония. Площадь здания составляет 2061 квадратных метров. Окна храма украшают витражи работы американского мастера Юргена Цирцона.
29 августа 2010 года здание храма освятил президент Церкви Иисуса Христа Святых последних дней Томас С. Монсон. Открылся Киевский украинский храм 30 августа 2010 года.